# Johan Tralau
Johan Henrik Tralau, född 17 oktober 1972 i Danderyd, är en svensk professor. Han är professor i statsvetenskap vid Uppsala universitet, kulturdebattör och skribent vid bland annat Axess magasin, Svenska Dagbladet, Dagens Nyheter och Kristdemokraten. Hans doktorsavhandling handlar om utopibilder hos Hegel, Karl Marx och Ernst Jünger. 
Han har skrivit en bok om Sofokles Antigone, Draksådd och en bok om antika monster, Monstret i mig. 2023 debuterade han som skönlitterär författare med deckaren Höken sjunger om död.
Han har också varit programledare för Kanon-TV i Axess TV.
Tralau har kritiserat Tiina Rosenberg för bristfällig forskaretik.
Tralau var tidigare gift med företagsledaren Marie Söderqvist.

## Priser och utmärkelser
- 2013 – Johan Lundblads pris